# 香港人權監察
香港人權監察（英語：Hong Kong Human Rights Monitor，缩写HKHRM）成立於1995年4月，是香港的民間團體，宗旨是在香港法律和日常生活上捍衛和促進人權，並且推動人權教育。

## 活動
監察政府的法例、政策和活動，並且就影響人權法治事宜發表評論。研究人權課題分別為：警權、監獄制度、入境法例、憲制性問題和集會、結社、表達自由。

## 批評
香港親建制媒體《大公報》在2019年6月25日指控其自1995年起長期收受美國國家民主基金會撥款，24年間合共一千五百多萬港元；中國官媒《人民日報》海外版旗下微信公眾號「俠客島」撰文指控美國及台灣顛倒是非黑白，搞亂香港局勢。

## 相關參見
- 天賦人權
- 人權觀察
- 國際特赦組織
- 無國界記者
- 《香港人權與民主法案》

## 外部連結
- 官方网站